# Badgerow Building
El Badgerow Building es un edificio histórico ubicado en el centro de la ciudad de Sioux City, en el estado de Iowa (Estados Unidos). Tiene doce pisos de altura y se eleva 52 m sobre el suelo. Fue el edificio más alto de Sioux City durante muchos años. Fue incluido en el Registro Nacional de Lugares Históricos en 1982. El edificio Badgerow fue votado como uno de los 50 edificios más importantes de Iowa del siglo XX por el Capítulo de Iowa del American Institute of Architects.

## Arquitectura
El edificio fue diseñado por el estudio de arquitectura de Sioux City de K. E. Westerlind, y se completó en 1933 en estilo art déco. La fachada está compuesta de terracota y presenta pilares verticales, ornamentación de bronce y ventanas que se destacan por la ornamentación geométrica. La cabeza de un nativo americano es un tema recurrente en la ornamentación. El interior cuenta con un vestíbulo con paredes de mármol belga negro y mármol rosado de Tennessee, y pisos de terrazo